# Die Gebrauchtwagen-Profis: Neuer Glanz für alte Kisten
Die Gebrauchtwagen-Profis: Neuer Glanz für alte Kisten (Originaltitel Wheeler Dealers) ist eine britische Fernsehsendung des Discovery Channels. Moderiert wird sie von Mike Brewer und einem Mechaniker. Von Staffel 1 bis 13 war dies Edward „Edd“ China, ab Staffel 14 ist es Ant Anstead. In der Werkstatt wurde China von Paul Brackley und Phil Morton unterstützt. In jeder Folge haben die Moderatoren die Aufgabe, mit einem mehr oder weniger festgelegten Budget alte Autos zu reparieren und zu verbessern. Dabei wurde in den ersten sechs Staffeln ein Auto jeweils über zwei Folgen hinweg restauriert und am Ende verkauft, seit der siebten Staffel erfolgt die Restaurierung in einer Folge, die dafür statt wie bisher 30 Minuten nun 60 Minuten dauert.
Die Serie wurde das erste Mal im Jahr 2003 ausgestrahlt. Die fünfte Staffel hieß in England „Wheeler Dealers on the Road“, da Mike und Edd in diesen Episoden ihre Suche nach klassischen Automobilen auf ganz Europa ausweiteten. Des Weiteren werden Fahrzeuge zum Teil außerhalb Europas gesucht. So fand beispielsweise der erste Teil der 12. Staffel und die komplette 13. Staffel in den USA statt.
In Deutschland wurde die Fernsehserie am 22. April 2009 erstmals auf DMAX gesendet.

## Episodenliste

### Staffel 1
| Episoden Nr. | Auto                 | Budget | Kaufpreis | Endpreis nach der Restaurierung | Endverkaufspreis | Gewinn/Verlust | dt. Erstausstrahlung |
| ------------ | -------------------- | ------ | --------- | ------------------------------- | ---------------- | -------------- | -------------------- |
| 1/2          | Porsche 924          | £1.000 | £700      | £1.010                          | £1.500           | + £490         | 22.04.2009           |
| 3/4          | Saab 900 Turbo       | £1.000 | £600      | £1.035                          | £1.200           | + £165         | 29.04.2009           |
| 5/6          | VW Golf I GTI        | £1.000 | £650      | £1.165                          | £1.550           | + £385         | 06.05.2009           |
| 7/8          | Austin Mini MK I     | £1.000 | £300      | £1.100                          | £1.300           | + £200         | 13.05.2009           |
| 9/10         | Mercedes-Benz 230 E  | £1.000 | £400      | £977                            | £1.500           | + £523         | 20.05.2009           |
| 11/12        | Ford Capri Laser 1.6 | £1.000 | £400      | £945                            | £700             | − £245         | 27.05.2009           |

### Staffel 2
| Episoden Nr. | Auto                 | Budget | Kaufpreis | Endpreis nach der Restaurierung | Endverkaufspreis | Gewinn/Verlust | dt. Erstausstrahlung |
| ------------ | -------------------- | ------ | --------- | ------------------------------- | ---------------- | -------------- | -------------------- |
| 1/2          | Toyota MR2           | £2.000 | £500      | £1.278                          | £1.900           | + £622         | 03.06.2009           |
| 3/4          | Peugeot 205 GTI 1.9  | £2.000 | £1.000    | £1.653                          | £2.200           | + £547         | 10.06.2009           |
| 5/6          | Suzuki SJ 410        | £2.000 | £250      | £1.270                          | £500             | − £770         | 17.06.2009           |
| 7/8          | BMW 325i Touring     | £2.000 | £950      | £1.792,50                       | £1.900           | + £107,50      | 24.06.2009           |
| 9/10         | MGB GT               | £2.000 | £1.000    | £2.600                          | £2.850           | + £250         | 01.07.2009           |
| 11/12        | Predator Beach Buggy | £2.000 | £200      | £3.700                          | £3.900           | + £200         | 08.07.2009           |

### Staffel 3
| Episoden Nr. | Auto                               | Budget | Kaufpreis | Endpreis nach der Restaurierung | Endverkaufspreis | Gewinn/Verlust | dt. Erstausstrahlung |
| ------------ | ---------------------------------- | ------ | --------- | ------------------------------- | ---------------- | -------------- | -------------------- |
| 1/2          | VW T3                              | £3.000 | £1.100    | £4.000                          | £1.500           | − £2.000       | 26.10.2009           |
| 3/4          | Lancia Delta HF Integrale 8V       | £3.000 | £2.300    | £3.087                          | £3.800           | + £713         | 09.11.2009           |
| 5/6          | Mercedes-Benz 190E 2.3-16 Cosworth | £3.000 | £2.700    | £3.585                          | £3.500           | − £85          | 28.09.2009           |
| 7/8          | Range Rover Vogue SE               | £3.000 | £1.600    | £2.050                          | £2.000           | − £35          | 23.11.2009           |
| 9/10         | Mazda MX-5                         | £3.000 | £1.600    | £2.715                          | £3.600           | + £885         | 14.09.2009           |
| 11/12        | Porsche 928                        | £3.000 | £1.600    | £5.000                          | £6.000           | + £1.000       | 12.10.2009           |

### Staffel 4
| Episoden Nr. | Auto                     | Budget | Kaufpreis | Endpreis nach der Restaurierung | Endverkaufspreis | Gewinn/Verlust | dt. Erstausstrahlung |
| ------------ | ------------------------ | ------ | --------- | ------------------------------- | ---------------- | -------------- | -------------------- |
| 1/2          | Porsche 911 2.7S Targa   | £6.000 | £5.000    | £7.040                          | £8.450           | + £1.410       | 30.11.2009           |
| 3/4          | Jeep CJ-7                | £4.000 | £1.100    | £3.772                          | £3.900           | + £128         | 07.12.2009           |
| 5/6          | Alfa Romeo Spider Veloce | £4.000 | £2.200    | £3.125                          | £4.500           | + £1.375       | 14.12.2009           |
| 7/8          | BMW 635 CSi              | £4.000 | £2.000    | £3.060                          | £3.700           | + £640         | 21.12.2009           |
| 9/10         | Corvette C4              | £4.000 | £2.100    | £3.021                          | £3.800           | + £779         | 28.12.2009           |
| 11/12        | Lexus LS 400             | £4.000 | £1.300    | £3.108                          | £3.300           | + £192         | 04.01.2010           |

### Staffel 5
| Episoden Nr. | Auto                               | Budget | Kaufpreis       | Endpreis nach der Restaurierung | Endverkaufspreis | Gewinn/Verlust | Erstausstrahlung | dt. Erstausstrahlung |
| ------------ | ---------------------------------- | ------ | --------------- | ------------------------------- | ---------------- | -------------- | ---------------- | -------------------- |
| 1/2          | Mercedes-Benz 280 SL               | £5.000 | €6.900 (£5.400) | £6.920                          | £7.900           | + £980         | –                | 19.02.2010           |
| 3/4          | Lotus Esprit S3                    | £5.000 | £3.600          | £4.385                          | £6.200           | + £1.815       | –                | 26.02.2010           |
| 5/6          | Fiat 500 L                         | £5.000 | €2.900 (£2.300) | £5.700                          | £6.500           | + £800         | 15.11.2008       | 05.03.2010           |
| 7/8          | Land Rover Series III Stage One V8 | £5.000 | £1.000          | £2.230                          | £2.750           | + £520         | 18.11.2008       | 12.03.2010           |
| 9/10         | Citroën DSuper 5                   | £5.000 | €4.800 (£3.800) | £5.185                          | £7.000           | + £1.815       | 25.11.2008       | 19.03.2010           |
| 11/12        | Bentley Mulsanne Turbo             | £5.000 | £3.250          | £6.200                          | £8.000           | + £1.800       | 06.12.2008       | 26.03.2010           |

### Staffel 6
| Episoden Nr. | Auto                     | Budget  | Kaufpreis | Endpreis nach der Restaurierung | Endverkaufspreis | Gewinn/Verlust | Erstausstrahlung | dt. Erstausstrahlung |
| ------------ | ------------------------ | ------- | --------- | ------------------------------- | ---------------- | -------------- | ---------------- | -------------------- |
| 1/2          | Triumph Spitfire 1500    | £5.000  | £2.400    | £3.432                          | £4.600           | + £1.168       | 05.05.2009       | 02.04.2010           |
| 3/4          | Porsche 944 Turbo        | £5.000  | £2.800    | £5.660                          | £6.650           | + £990         | 12.05.2009       | 09.04.2010           |
| 5/6          | Audi quattro             | £5.000  | £3.800    | £4.568                          | £5.450           | + £882         | 19.05.2009       | 16.04.2010           |
| 7/8          | VW 1200 Export           | £5.000  | £1.600    | £4.809                          | £6.600           | + £1.791       | 26.05.2009       | 23.04.2010           |
| 9/10         | Jaguar XJ-S 3.6          | £5.000  | £1.000    | £1.691                          | £2.450           | + £759         | 02.06.2009       | 30.04.2010           |
| 11/12        | Ferrari Dino 308 GT 4    | £10.000 | £8.750    | £11.880                         | £13.000          | + £1.120       | 20.10.2009       | 07.05.2010           |
| 13/14        | Mini City 1000           | £5.000  | £700      | £2.290                          | £2.600           | + £310         | 27.10.2009       | 14.05.2010           |
| 15/16        | TVR S2                   | £5.000  | £2.550    | £3.040                          | £4.250           | + £1.210       | 03.11.2009       | 21.05.2010           |
| 17/18        | Land Rover Discovery Tdi | £5.000  | £1.500    | £2.731                          | £3.000           | + £269         | 10.11.2009       | 28.05.2010           |
| 19/20        | BMW M3 Cabriolet         | £5.000  | £4.500    | £5.580                          | £5.950           | + £370         | 17.11.2009       | 04.06.2010           |

### Staffel 7
| Episoden Nr. | Auto                                        | Budget | Kaufpreis | Endpreis nach der Restaurierung | Endverkaufspreis | Gewinn/Verlust | Erstausstrahlung | dt. Erstausstrahlung |
| ------------ | ------------------------------------------- | ------ | --------- | ------------------------------- | ---------------- | -------------- | ---------------- | -------------------- |
| 1            | Jensen Interceptor Mk. 3                    | £5.000 | £5.000    | £5.430                          | £6.500           | + £1.070       | 04.05.2010       | 30.07.2010           |
| 2            | Ford Sierra Sapphire RS Cosworth            | £5.000 | £4.100    | £5.920                          | £6.200           | + £280         | 11.05.2010       | 06.08.2010           |
| 3            | VW T2 Kastenwagen                           | £5.000 | £2.500    | £8.465                          | £9.450           | + £985         | 18.05.2010       | 13.08.2010           |
| 4            | BMW 840Ci                                   | £5.000 | £3.500    | £5.040                          | £5.750           | + £710         | 25.05.2010       | 20.08.2010           |
| 5            | Triumph Stag                                | £5.000 | £3.400    | £4.529                          | £5.500           | + £971         | 01.06.2010       | 27.08.2010           |
| 6            | Bond Bug                                    | £5.000 | £2.500    | £3.261                          | £5.550           | + £2.289       | 12.10.2010       | 03.12.2010           |
| 7            | Volvo P1800                                 | £5.000 | £5.000    | £5.795                          | £8.350           | + £2.555       | 19.10.2010       | 10.12.2010           |
| 8            | Land Rover Defender 90 County Station-Wagon | £5.000 | £3.000    | £5.677                          | £6.000           | + £323         | 26.10.2010       | 17.12.2010           |
| 9            | Subaru Impreza WRX                          | £5.000 | £3.250    | £5.255                          | £5.400           | + £145         | 02.11.2010       | 24.12.2010           |
| 10           | Lotus Elan S4                               | £5.000 | £8.500    | £11.685                         | £16.700          | + £5.015       | 09.11.2010       | 26.11.2010           |

### Staffel 8
| Episoden Nr. | Auto                        | Budget    | Kaufpreis           | Endpreis nach der Restaurierung | Endverkaufspreis | Gewinn/Verlust | Erstausstrahlung | dt. Erstausstrahlung |
| ------------ | --------------------------- | --------- | ------------------- | ------------------------------- | ---------------- | -------------- | ---------------- | -------------------- |
| 1            | Jaguar E-Type Serie 3 2+2   | £15.000   | £13.250             | £16.090                         | £18.500          | + £2.410       | 05.04.2011       | 03.06.2011           |
| 2            | Mini Moke                   | £7.000    | £5.800              | £7.080                          | £7.200           | + £120         | 12.04.2011       | 17.06.2011           |
| 3            | Range Rover 4.0 HSE         | £3.000    | £2.100,36           | £3.042                          | £3.500           | + £458         | 19.04.2011       | 01.07.2011           |
| 4            | Austin-Healey Sprite Mark I | £5.000    | £4.500              | £7.475                          | £8.600           | + £1.125       | 26.04.2011       | 24.06.2011           |
| 5            | Saab 9-3 Turbo Cabriolet    | £3.000    | £2.400              | £3.350                          | £3.750           | + £400         | 03.05.2011       | 10.06.2011           |
| 6            | Dodge Charger 350           | £15.000   | US$23.000 (£14.000) | £18.160                         | £20.000          | + £1.840       | 04.10.2011       | 20.01.2012           |
| 7            | DeLorean DMC-12             | unbekannt | US$15.500 (£9.650)  | £14.715                         | £20.500          | + £5.785       | 11.10.2011       | 27.01.2012           |
| 8            | Chevrolet 3100 Stepside     | US$10.000 | US$8.650 (£5.400)   | £10.993                         | £13.600          | + £2.607       | 18.10.2011       | 03.02.2012           |
| 9            | VW Karmann-Ghia Typ 14      | £10.000   | US$10.000 (£6.000)  | £10.450                         | £11.500          | + £1.050       | 25.10.2011       | 10.02.2012           |
| 10           | Chevrolet Bel Air 210       | US$15.000 | US$6.700 (£4.000)   | £13.504                         | £16.000          | + £2.496       | 01.11.2011       | 17.02.2012           |

### Staffel 9
| Episoden Nr. | Auto                             | Budget  | Kaufpreis           | Endpreis nach der Restaurierung | Endverkaufspreis | Gewinn/Verlust              | Erstausstrahlung | dt. Erstausstrahlung |
| ------------ | -------------------------------- | ------- | ------------------- | ------------------------------- | ---------------- | --------------------------- | ---------------- | -------------------- |
| 1            | Fiat Dino 2400 Coupé             | £15.000 | €15.000 (£12.500)   | £14.480                         | £15.500          | + £1.020                    | 20.03.2012       | 27.04.2012           |
| 2            | Morgan Plus 4                    | £15.000 | £13.000             | £14.600                         | £21.000          | + £6.400                    | 27.03.2012       | 04.05.2012           |
| 3            | BMW M5                           | £5.000  | £4.000              | £5.770                          | £6.500           | + £730                      | 03.04.2012       | 11.05.2012           |
| 4            | Renault Alpine A310              | €15.000 | €14.000 (£12.000)   | £13.500                         | £13.500          | + £0                        | 10.04.2012       | 18.05.2012           |
| 5            | Porsche 914                      | £5.000  | £4.000              | £5.310                          | £8.250           | + £2.940                    | 17.04.2012       | 25.05.2012           |
| 6            | Mercedes-Benz 300 GE             | £10.000 | £9.500              | £11.463                         | £12.000          | + £537                      | 24.04.2012       | 01.06.2012           |
| 7            | Jaguar XK8 Cabriolet             | £10.000 | £6.000              | £10.075                         | £0               | – £10.075 als Preis verlost | 01.05.2012       | 08.06.2012           |
| 8            | Gardner Douglas Cobra            | £20.000 | £17.500             | £21.030                         | £23.000          | + £1.970                    | 18.09.2012       | 29.10.2012           |
| 9            | Jaguar Mark 2                    | £8.000  | £6.800              | £7.804                          | £9.000           | + £1.196                    | 25.09.2012       | 02.11.2012           |
| 10           | Willys MB                        | £10.000 | US$13.000 (£8.000)  | £10.862                         | £16.000          | + £5.138                    | 02.10.2012       | 09.11.2012           |
| 11           | Nissan Skyline GTS               | £3.500  | £3.000              | £3.655                          | £4.500           | + £845                      | 09.10.2012       | 16.11.2012           |
| 12           | Triumph TR6                      | £7.000  | £6.000              | £7.050                          | £8.500           | + £1.450                    | 16.10.2012       | 14.12.2012           |
| 13           | BMW Isetta 300                   | £10.000 | £6.800              | £10.500                         | £12.000          | + £1.500                    | 23.10.2012       | 07.12.2012           |
| 14           | Ford Mustang Fastback 289        | £15.000 | US$21.000 (£13.000) | £18.320                         | £25.000          | + £6.680                    | 30.10.2012       | 30.11.2012           |
| 15           | Mercedes-Benz SLK 200 Kompressor | £2.500  | £2.010              | £2.955                          | £3.650           | + £695                      | 06.11.2012       | 23.11.2012           |

### Staffel 10
| Episoden Nr. | Auto                              | Budget    | Kaufpreis           | Endpreis nach der Restaurierung | Endverkaufspreis | Gewinn/Verlust | Erstausstrahlung | dt. Erstausstrahlung |
| ------------ | --------------------------------- | --------- | ------------------- | ------------------------------- | ---------------- | -------------- | ---------------- | -------------------- |
| 1            | Aston Martin DB7                  | £13.000   | £12.500             | £14.468                         | £15.000          | + £532         | 19.02.2013       | 10.06.2013           |
| 2            | Ford Escort Mk1                   | £5.000    | £4.500              | £8.500                          | £11.800          | + £3.300       | 26.02.2013       | 17.06.2013           |
| 3            | Range Rover TD6 Vogue             | £5.000    | £5.000              | £9.565                          | £10.500          | + £935         | 05.03.2013       | 24.06.2013           |
| 4            | Porsche Boxster S                 | £5.000    | £1.000              | £3.540                          | £6.400           | + £2.860       | 12.03.2013       | 01.07.2013           |
| 5            | Morris Minor 1000 Traveller       | £5.000    | £2.450              | £6.500                          | £8.500           | + £2.000       | 19.03.2013       | 08.07.2013           |
| 6            | TVR Cerbera                       | £10.000   | £8.000              | £12.850                         | £14.000          | + £1.150       | 26.03.2013       | 15.07.2013           |
| 7            | Lamborghini Urraco P250           | £20.000   | €25.000 (£21.380)   | £27.236                         | £35.000          | + £7.764       | 17.09.2013       | 02.12.2013           |
| 8            | Ford Popular 103E Hot Rod         | £10.000   | £6.000              | £18.250                         | £23.000          | + £4.750       | 24.09.2013       | 09.12.2013           |
| 9            | Corvette C2 Sting Ray Convertible | £20.000   | US$29.000 (£18.100) | £25.280                         | £45.500          | + £20.220      | 01.10.2013       | 16.12.2013           |
| 10           | Syrena 105L                       | unbekannt | Zł7.000 (£1.400)    | £5.454                          | £8.000           | + £2.546       | 08.10.2013       | 23.12.2013           |
| 11           | Lotus Elise S2                    | £10.000   | £8.400              | £11.550                         | £13.250          | + £1.700       | 15.10.2013       | 30.12.2013           |
| 12           | Cadillac Coupe DeVille            | unbekannt | US$5.000 (£3.000)   | £19.550                         | £25.000          | + £5.450       | 22.10.2013       | 06.01.2014           |

### Staffel 11
| Episoden Nr. | Auto                        | Budget                                                                        | Kaufpreis                                                                     | Endpreis nach der Restaurierung                                               | Endverkaufspreis                                                              | Gewinn/Verlust                                                                | Erstausstrahlung | dt. Erstausstrahlung |
| ------------ | --------------------------- | ----------------------------------------------------------------------------- | ----------------------------------------------------------------------------- | ----------------------------------------------------------------------------- | ----------------------------------------------------------------------------- | ----------------------------------------------------------------------------- | ---------------- | -------------------- |
| 1            | Ford Fiesta XR2             | £3.000                                                                        | £2.000                                                                        | £2.750                                                                        | £5.000                                                                        | + £2.250                                                                      | 17.03.2014       | 04.08.2014           |
| 2            | Porsche 911 Carrera 2 Targa | £15.000                                                                       | £12.000                                                                       | £17.520                                                                       | £19.500                                                                       | + £1.980                                                                      | 24.03.2014       | 11.08.2014           |
| 3            | Mazda RX-7                  | £8.000                                                                        | £5.000                                                                        | £8.025                                                                        | £9.500                                                                        | + £1.475                                                                      | 31.10.2014       | 18.08.2014           |
| 4            | Citroën 2CV AZLP            | £6.000                                                                        | €4.000 (£3.300)                                                               | £6.300                                                                        | £10.000                                                                       | + £3.700                                                                      | 07.04.2014       | 25.08.2014           |
| 5            | Maserati 3200 GT            | £10.000                                                                       | £7.000                                                                        | £8.632                                                                        | £12.300                                                                       | + £3.668                                                                      | 14.04.2014       | 01.09.2014           |
| 6            | Chevrolet Camaro 350        | unbekannt                                                                     | US$11.750 (£7.500)                                                            | £14.030                                                                       | £23.000                                                                       | + £8.970                                                                      | 21.04.2014       | 08.09.2014           |
| 7            | Amphicar 770                | £20.000                                                                       | US$35.000 (£21.000)                                                           | £30.600                                                                       | £35.200                                                                       | + £4.600                                                                      | 28.04.2014       | 15.09.2014           |
| 8            | Ford Thunderbird            | unbekannt                                                                     | US$24.500 (£16.000)                                                           | £25.120                                                                       | £33.000                                                                       | + £7.880                                                                      | 01.09.2014       | 15.12.2014           |
| 9            | Jaguar XJ4.2C               | £11.995                                                                       | £11.500                                                                       | £13.190                                                                       | £15.000                                                                       | + £1.810                                                                      | 08.09.2014       | 22.12.2014           |
| 10           | Audi TT                     | £1.950                                                                        | £1.500                                                                        | £2.143,50                                                                     | £3.600                                                                        | + £1.446,50                                                                   | 15.09.2014       | 29.12.2014           |
| 11           | VW T1                       | unbekannt                                                                     | US$14.000 (8.950)                                                             | £16.665                                                                       | £25.000                                                                       | + £8.335                                                                      | 22.09.2014       | 05.01.2015           |
| 12           | BMW Z1                      | unbekannt                                                                     | €16.550 (£14.037)                                                             | £19.154                                                                       | £25.000                                                                       | + £5.846                                                                      | 29.09.2014       | 12.01.2015           |
| 13           | Darracq Typ L               | anlässlich des 100. Projektes Teilnahme am London to Brighton Veteran Car Run | anlässlich des 100. Projektes Teilnahme am London to Brighton Veteran Car Run | anlässlich des 100. Projektes Teilnahme am London to Brighton Veteran Car Run | anlässlich des 100. Projektes Teilnahme am London to Brighton Veteran Car Run | anlässlich des 100. Projektes Teilnahme am London to Brighton Veteran Car Run | 06.10.2014       | 02.02.2015           |
| 14           | Lincoln Continental         | £10.000                                                                       | US$8.000 (£4.696)                                                             | £13.076                                                                       | £15.000                                                                       | + £1.924                                                                      | 13.10.2014       | 09.02.2015           |
| 15           | Die Besten der Besten       | Die Besten der Besten                                                         | Die Besten der Besten                                                         | Die Besten der Besten                                                         | Die Besten der Besten                                                         | Die Besten der Besten                                                         | 13.10.2014       | 16.02.2015           |

### Staffel 12
| Episoden Nr. | Auto                      | Budget                  | Kaufpreis               | Endpreis nach der Restaurierung | Endverkaufspreis        | Gewinn/Verlust          | Erstausstrahlung | dt. Erstausstrahlung |
| ------------ | ------------------------- | ----------------------- | ----------------------- | ------------------------------- | ----------------------- | ----------------------- | ---------------- | -------------------- |
| 1            | Pontiac GTO               | US$25.000               | US$25.000               | US$28.200                       | US$32.000               | + US$3.800              | 23.03.2015       | 20.07.2015           |
| 2            | Ford F-1                  | US$5.000                | US$4.500                | US$14.424                       | US$20.000               | + US$5.516              | 30.03.2015       | 27.07.2015           |
| 3            | MGA                       | US$15.000               | US$14.000               | US$24.950                       | US$35.000               | + US$10.050             | 06.04.2015       | 03.08.2015           |
| 4            | BMW 2002 tii              | US$10.000               | US$7.750                | US$21.450                       | US$35.000               | + US$13.550             | 13.04.2015       | 10.08.2015           |
| 5            | AMC Pacer                 | US$5.000                | US$3.500                | US$12.750                       | US$7.857                | – US$4.893              | 20.04.2015       | 17.08.2015           |
| 6            | Datsun 240Z               | US$10.000               | US$8.500                | US$11.750                       | US$16.750               | + US$5.000              | 27.04.2015       | 02.11.2015           |
| 7            | VW Typ 181                | US$10.000               | US$8.000                | US$12.543                       | US$15.750               | + US$3.207              | 04.05.2015       | 09.11.2015           |
| 8            | DeSoto Firedome           | US$15.000               | US$12.500               | US$17.000                       | US$23.000               | + US$6.000              | 11.05.2015       | 16.11.2015           |
| 9            | Die besten US-Schlitten   | Die besten US-Schlitten | Die besten US-Schlitten | Die besten US-Schlitten         | Die besten US-Schlitten | Die besten US-Schlitten | 18.05.2015       | 23.11.2015           |
| 10           | Rover P5B                 | £5.000                  | £3.850                  | £6.212                          | £11.500                 | + £5.228                | 17.08.2015       | 30.11.2015           |
| 11           | Fiat Panda 4x4            | £1.000                  | £1.331                  | £1.800                          | £2.500                  | + £700                  | 24.08.2015       | 07.12.2015           |
| 12           | Alfa Romeo Alfasud 1.5 Ti | £5.000                  | £4.830                  | £5.797                          | £6.800                  | + £1.003                | 31.08.2015       | 14.12.2015           |
| 13           | Caterham Seven 275 SV     | £15.000                 | £16.500                 | £20.425                         | £22.500                 | + £2.025                | 07.09.2015       | 21.12.2015           |
| 14           | Ford Escort RS2000        | £10.000                 | £6.750                  | £12.350                         | £12.999                 | + £659                  | 14.09.2015       | 28.12.2015           |
| 15           | Messerschmitt KR 200      | £17.995                 | £17.000                 | £22.271                         | £25.000                 | + £2.729                | 21.09.2015       | 04.01.2016           |
| 16           | Citroën HY                | £6.000                  | €6.000 (£4.500)         | £19.000                         | £23.000                 | + £4.000                | 28.09.2015       | 11.01.2016           |
| 17           | VW Corrado VR6            | £1.500                  | £1.200                  | £2.860                          | £5.500                  | + £2.650                | 05.10.2015       | 01.02.2016           |
| 18           | Honda S2000               | £5.000                  | £3.000                  | £4.380                          | £7.000                  | + £2.260                | 12.10.2015       | 08.02.2016           |
| 19           | Noble M12 GTO             | £22.000                 | €30.000 (£21.500)       | £24.574                         | £27.000                 | + £2.426                | 19.10.2015       | 15.02.2016           |
| 20           | Best Of                   | Best Of                 | Best Of                 | Best Of                         | Best Of                 | Best Of                 | 26.10.2015       | 22.02.2016           |

### Staffel 13
| Episoden Nr. | Auto                                     | Budget                                                                         | Kaufpreis                                                                      | Endpreis nach der Restaurierung                                                | Endverkaufspreis                                                               | Gewinn/Verlust                                                                 | Erstausstrahlung | dt. Erstausstrahlung |
| ------------ | ---------------------------------------- | ------------------------------------------------------------------------------ | ------------------------------------------------------------------------------ | ------------------------------------------------------------------------------ | ------------------------------------------------------------------------------ | ------------------------------------------------------------------------------ | ---------------- | -------------------- |
| 1            | Mercedes-Benz 560 SL                     | US$15.000                                                                      | US$6.000                                                                       | US$13.930                                                                      | US$21.000                                                                      | + US$7.070                                                                     | 09.05.2016       | 05.12.2016           |
| 2            | Volvo PV544 Sport                        | US$10.000                                                                      | US$9.000                                                                       | US$11.642                                                                      | US$14.500                                                                      | + US$2.858                                                                     | 16.05.2016       | 12.12.2016           |
| 3            | Honda Civic B-SC CVCC                    | US$3.000                                                                       | US$2.000                                                                       | US$6.200                                                                       | US$14.000                                                                      | + US$8.000                                                                     | 23.05.2016       | 19.12.2016           |
| 4            | Chevrolet LUV                            | US$2.000                                                                       | US$1.000                                                                       | US$2.555                                                                       | US$3.500                                                                       | + US$945                                                                       | 30.05.2016       | 02.01.2017           |
| 5            | Ford Mustang GT 5.0L Convertible         | US$2.500                                                                       | US$2.500                                                                       | US$7.335                                                                       | US$9.200                                                                       | + US$1.865                                                                     | 06.06.2016       | 09.01.2017           |
| 6            | Chevrolet Corvair Monza Spyder           | US$1.500                                                                       | US$2.000                                                                       | US$11.345                                                                      | US$18.000                                                                      | + US$6.655                                                                     | 13.06.2016       | 16.01.2017           |
| 7            | Land Rover Series II A                   | US$10.000                                                                      | US$8.000                                                                       | US$15.176                                                                      | US$19.000                                                                      | + US$3.824                                                                     | 20.06.2016       | 23.01.2017           |
| 8            | Corvette C3 Stingray L30 327 Convertible | US$20.000                                                                      | US$19.500                                                                      | US$21.530                                                                      | US$26.000                                                                      | + US$4.470                                                                     | 04.07.2016       | 30.01.2017           |
| 9            | Best Of Staffel 13 (Teil 1)              | Best Of Staffel 13 (Teil 1)                                                    | Best Of Staffel 13 (Teil 1)                                                    | Best Of Staffel 13 (Teil 1)                                                    | Best Of Staffel 13 (Teil 1)                                                    | Best Of Staffel 13 (Teil 1)                                                    | 11.07.2016       | 06.02.2017           |
| 10           | Ford Bronco Wagon 302                    | unbekannt                                                                      | US$8.000                                                                       | US$25.404                                                                      | US$40.000                                                                      | + US$14.506                                                                    | 14.11.2016       | 13.02.2017           |
| 11           | Mercedes-Benz 500 SEC                    | unbekannt                                                                      | US$2.500                                                                       | US$10.162                                                                      | US$16.000                                                                      | + US$5.838                                                                     | 21.11.2016       | 20.02.2017           |
| 12           | Porsche 912 E                            | unbekannt                                                                      | US$25.000                                                                      | US$31.016                                                                      | US$35.001                                                                      | + US$3.985                                                                     | 28.11.2016       | 27.02.2017           |
| 13           | Chevrolet Camaro RS 383                  | unbekannt                                                                      | US$17.000                                                                      | US$32.281                                                                      | US$35.000                                                                      | + US$2.719                                                                     | 05.12.2016       | 06.03.2017           |
| 14           | Sunbeam Alpine GT Series III             | unbekannt                                                                      | US$7.000                                                                       | US$12.373                                                                      | US$18.000                                                                      | + US$5.627                                                                     | 12.12.2016       | 13.03.2017           |
| 15           | HMMWV M1097R1                            | unbekannt                                                                      | US$12.500                                                                      | US$20.173                                                                      | US$25.000                                                                      | + US$4.827                                                                     | 02.01.2017       | 20.03.2017           |
| 16           | Maserati Biturbo E Coupé Elektroauto     | unbekannt                                                                      | US$2.740                                                                       | US$22.481                                                                      | US$22.500                                                                      | + US$19                                                                        | 09.01.2017       | 27.03.2017           |
| 17           | Cadillac Type 53 V8 Roadster             | Projekt für die Peking nach Paris anlässlich des 100-jährigen Jubiläums des V8 | Projekt für die Peking nach Paris anlässlich des 100-jährigen Jubiläums des V8 | Projekt für die Peking nach Paris anlässlich des 100-jährigen Jubiläums des V8 | Projekt für die Peking nach Paris anlässlich des 100-jährigen Jubiläums des V8 | Projekt für die Peking nach Paris anlässlich des 100-jährigen Jubiläums des V8 | 16.01.2017       | 03.04.2017           |
| 18           | Best Of Staffel 13 (Teil 2)              | Best Of Staffel 13 (Teil 2)                                                    | Best Of Staffel 13 (Teil 2)                                                    | Best Of Staffel 13 (Teil 2)                                                    | Best Of Staffel 13 (Teil 2)                                                    | Best Of Staffel 13 (Teil 2)                                                    | 23.01.2017       | 10.04.2017           |

### Staffel 14
| Episoden Nr. | Auto                                    | Budget             | Kaufpreis          | Endpreis nach der Restaurierung | Endverkaufspreis   | Gewinn/Verlust     | Erstausstrahlung | dt. Erstausstrahlung |
| ------------ | --------------------------------------- | ------------------ | ------------------ | ------------------------------- | ------------------ | ------------------ | ---------------- | -------------------- |
| 1            | Ford Escort RS Cosworth (3. Heckflügel) | US$35.000          | US$30.000          | US$37.000                       | US$50.000          | + US$17.000        | 04.10.2017       | 05.02.2018           |
| 2            | Toyota Celica Supra                     | US$7.500           | US$6.500           | US$10.865                       | US$12.000          | + US$1.135         | 11.10.2017       | 12.02.2018           |
| 3            | Ford Mustang Mach 1                     | US$19.000          | US$18.000          | US$25.200                       | US$26.000          | +US$800            | 18.10.2017       | 19.02.2018           |
| 4            | Saab 96                                 | US$3.500           | US$2.800           | US$10.630                       | US$11.750          | +US$1.120          | 25.10.2017       | 26.02.2018           |
| 5            | Dodge A100 Sportsman Van                | US$2.500           | US$2.000           | US$16.375                       | US$19.000          | +US$2.625          | 01.11.2017       | 19.03.2018           |
| 6            | Ford Falcon Ranchero                    | US$6.000           | US$4.500           | US$18.100                       | US$20.000          | +US$1.900          | 08.11.2017       | 12.03.2018           |
| 7            | Mitsubishi 3000GT VR-4                  | US$7.000           | US$6.500           | US$8.900                        | US$12.000          | +US$3.100          | 15.11.2017       | 05.03.2018           |
| 8            | Austin-Healey 3000 Mark III BJ8         | US$40.000          | US$35.000          | US$44.535                       | US$71.000          | +US$26.465         | 22.11.2017       | 26.03.2018           |
| 9            | Best Of Staffel 14                      | Best Of Staffel 14 | Best Of Staffel 14 | Best Of Staffel 14              | Best Of Staffel 14 | Best Of Staffel 14 | 29.11.2017       | 09.04.2018           |
| 10           | Jeep Grand Wagoneer                     | US$                | US$4.500           | US$19.350                       | US$26.500          | +US$7.150          |                  | 03.09.2018           |

### Staffel 15
| Episoden Nr. | Auto                   | Budget    | Kaufpreis | Endpreis nach der Restaurierung | Endverkaufspreis | Gewinn/Verlust | Erstausstrahlung | dt. Erstausstrahlung |
| ------------ | ---------------------- | --------- | --------- | ------------------------------- | ---------------- | -------------- | ---------------- | -------------------- |
| 1            | 1976 Mercury Capri Mk2 | US$5.000  | US$4.000  | US$8.212                        | US$8.212         | + US$0         | 03.10.2018       | 28.01.2019           |
| 2            | 1991 Toyota MR2 Turbo  | US$10.000 | US$7.000  | US$9.145                        | US$11.000        | + US$1.855     | 10.10.2018       | 11.02.2019           |
| 5            | 1991 Lotus Elan M100   | US$8.000  | US$8.000  | US$9.385                        | US$14.000        | + US$4.615     | 31.10.2018       | 18.03.2019           |
| 7            | VW Golf GTI            | US$3.500  | US$2.500  | US$6.769                        | US$9.500         | + US$2.731     | 14.11.2018       | 04.03.2019           |
| 8            | Dodge Ram SRT          | US$15.500 | US$15.500 | US$19.635                       | US$22.000        | + US$2.365     | 21.11.2018       | 03.03.2019           |

## Die fünf Besten
Für das US-amerikanische Publikum wurde ein spin-off unter dem Namen „Die Gebrauchtwagen-Profis: Die fünf Besten“ mit Mike Brewer produziert, welcher die fünf besten Autos, die von den Gebrauchtwagen-Profis restauriert wurden, in verschiedenen Kategorien präsentiert.
| Episoden Nr. | Thema                      | Platz 1               | Platz 2               | Platz 3                   | Platz 4                          | Platz 5                      | Erstausstrahlung | dt. Erstausstrahlung |
| ------------ | -------------------------- | --------------------- | --------------------- | ------------------------- | -------------------------------- | ---------------------------- | ---------------- | -------------------- |
| 1            | Die goldenen 80er          | DeLorean DMC-12       | Audi quattro          | Corvette C4               | Peugeot 205 GTI 1.9              | Lancia Delta HF Integrale 8V | 05.06.2013       | 07.04.2014           |
| 2            | Amerikanische Klassiker    | Chevrolet Bel Air 210 | Willys MB             | Ford Mustang Fastback 289 | Chevrolet 3100 Stepside          | Dodge Charger 350            | 12.06.2013       | 14.04.2014           |
| 3            | Legendäre Kleinstfahrzeuge | Austin Mini MK I      | BMW Isetta 300        | Fiat 500 L                | Lotus Elan S4                    | Mini Moke                    | 19.06.2013       | 28.04.2014           |
| 4            | Die schnellsten Renner     | Nissan Skyline GTS    | Lotus Esprit S3       | BMW M5                    | Ford Sierra Sapphire RS Cosworth | Porsche 944 Turbo            | 26.06.2013       | 05.05.2014           |
| 5            | Zuschauer-Lieblinge        | Gardner Douglas Cobra | Ferrari Dino 308 GT 4 | Morgan Plus 4             | Jaguar E-Type Serie 3 2+2        | VW T2 Kastenwagen            | 03.07.2013       | 12.05.2014           |

## Rund um die Welt
Unter dem Namen „Die Gebrauchtwagen-Profis: Rund um die Welt“ wurde ein weiteres spin-off produziert. Hier reist Mike Brewer um die ganze Welt, um sein Budget zu verzehnfachen und sich davon einen Sportwagen zu kaufen.
Episodenliste
|           | 1          | 2                      | 3         | 4                  | 5                         | 6                            |
| --------- | ---------- | ---------------------- | --------- | ------------------ | ------------------------- | ---------------------------- |
| Staffel 1 | Indien     | Vereinigtes Königreich | Schweden  | Japan              | Mexiko Vereinigte Staaten | Vereinigte Arabische Emirate |
| Staffel 2 | Australien | Vereinigtes Königreich | Brasilien | Vereinigte Staaten | Polen                     | Italien                      |